# Patience
Patience – ballada rockowa amerykańskiej grupy Guns N’ Roses. Jedyny singel z płyty G N’ R Lies, wydany w roku 1989. Piosenka jest grana na trzech gitarach akustycznych. Tekst do niej napisał Izzy Stradlin.
Piosenka została wydana także na składance Greatest Hits, a teledysk do niej pojawił się na DVD Welcome to the Videos.